# Commune de Karula

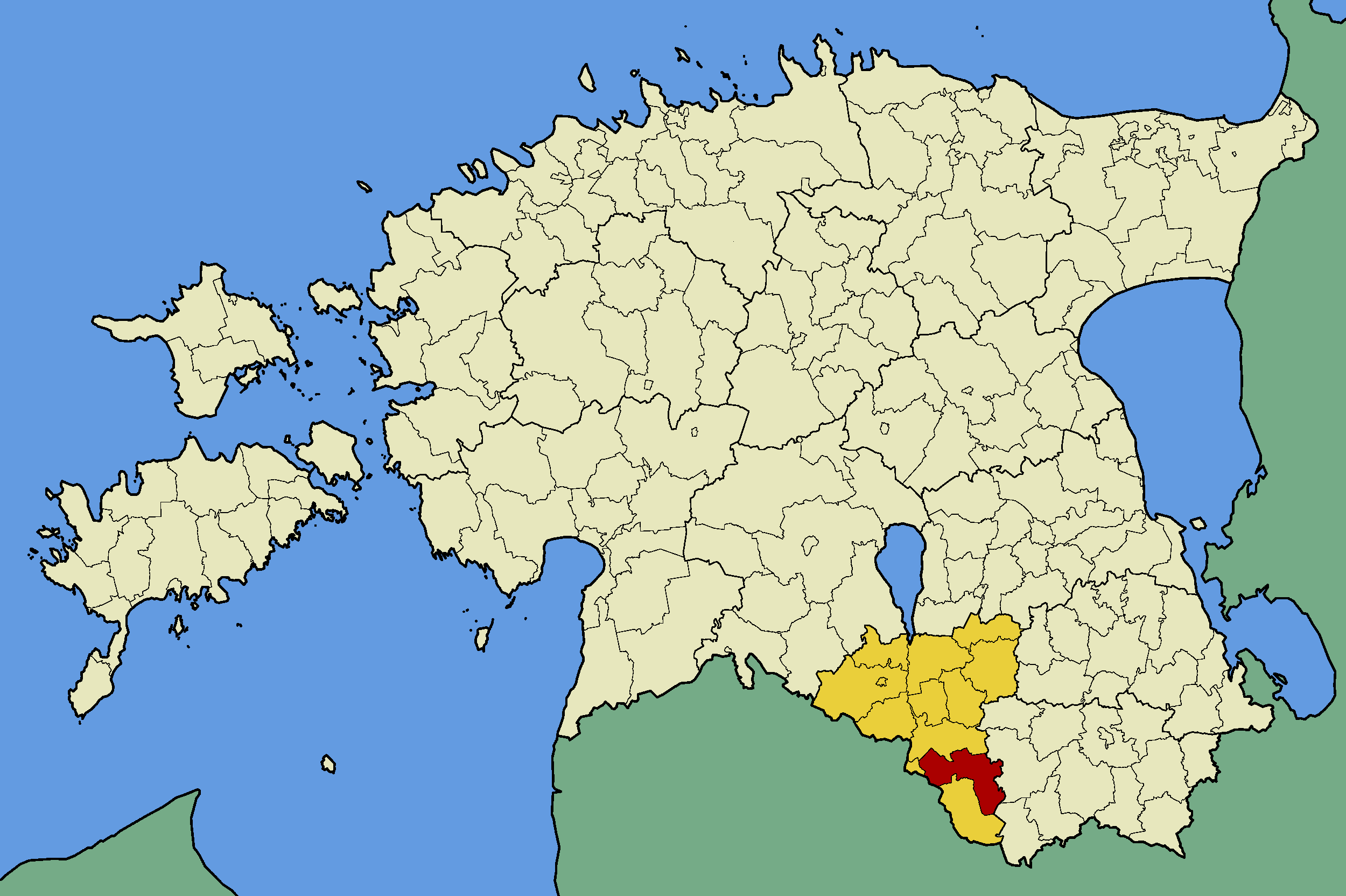
Localisation de l'ancienne commune de Karula (rouge), dans le comté de Valga (jaune).

Karula (en estonien : Karula vald) est une ancienne commune rurale située dans le comté de Valga en Estonie. Son chef-lieu était le village de Lüllemäe.

## Géographie
Elle s'étendait sur une superficie de 230 km2 dans le sud du comté. 
Elle comprenait les petits bourgs de Laatre et Tsirguliina, ainsi que les villages de Kaagjärve, Käärikmäe, Karula, Kirbu, Koobassaare, Londi, Lüllemäe, Lusti, Pikkjärve, Pugritsa, Raavitsa, Rebasemõisa, Väheru et Valtina.

## Histoire
À la suite de la réorganisation administrative d'octobre 2017, elle fusionne avec Õru, Taheva, Tõlliste et Valga pour former la nouvelle commune de Valga.

## Démographie
En 2012, la population s'élevait à 924 habitants.